# T’way Air
T’way Air (티웨이항공), ehemals Hansung Airlines, ist eine südkoreanische Billigfluggesellschaft.

## Geschichte
Nachdem die Fluglinie Hansung Airlines von 2005 bis 2008 aktiv gewesen war, wurde das Unternehmen neu organisiert und 2010 zu T’way Air umbenannt. Die Fluggesellschaft operierte ab September 2010 mit zwei Boeing 737-800s. Die erste angebotene Strecke war zwischen dem Gimpo International Airport und dem Jeju International Airport. Ab Oktober flog die Gesellschaft auch die thailändische Hauptstadt Bangkok an.

## Flotte
Die Flotte der T’way Air besteht im Mai 2025 aus 40 Flugzeugen mit einem Alter von 14,0 Jahren.
| Flugzeugtyp        | Anzahl | bestellt | Anmerkungen                              | Sitzplätze (First/Business/Eco+/Eco) | Durchschnittsalter |
| ------------------ | ------ | -------- | ---------------------------------------- | ------------------------------------ | ------------------ |
| Airbus A330-200    | 06     |          | betrieben durch Korean Air               | 260 (-/18/-/242) /246 (-/18/-/228)   | 14,3 Jahre         |
| Airbus A330-300    | 04     | 1        |                                          | 347 (-/-/12/335)                     | 14,5 Jahre         |
| Airbus A330-900neo |        | 5        | Auslieferung ab 2026; geleast von Avolon | – offen –                            |                    |
| Boeing 737-800     | 26     |          | mit Winglets ausgestattet                | 189 (-/-/-/189)                      | 14,9 Jahre         |
| Boeing 737 MAX 8   | 02     | 2        |                                          | 189 (-/-/-/189)                      | 02,4 Jahre         |
| Boeing 777-300ER   | 02     |          | betrieben durch Korean Air               | 368 (-/40/32/296) 294 (6/53/34/201)  | 11,9 Jahre         |
| Gesamt             | 40     | 8        |                                          |                                      | 14,0 Jahre         |

### Aktuelle Sonderbemalungen
| Flugzeugtyp    | Luftfahrzeugkennzeichen | Bemalung  | Zeitraum           | Bild |
| -------------- | ----------------------- | --------- | ------------------ | ---- |
| Boeing 737-800 | HL8306                  | „Pokémon“ | seit Dezember 2022 |      |